# Seznam dílů seriálu 1. mise
Toto je seznam dílů seriálu 1. mise, českého televizního seriál z vojenského a nemocničního prostředí, a spin-off seriálu Modrý kód a Sestřičky (původně Sestřičky Modrý kód). Seriál 1. mise byl vysílán od 29. srpna 2021 do 29. června 2022 na stanici Prima.

## Přehled řad
| Řada | Díly | Premiéra v ČR  | Premiéra v ČR   |
| Řada | Díly | První díl      | Poslední díl    |
| ---- | ---- | -------------- | --------------- |
| 1    | 42   | 29. srpna 2021 | 29. června 2022 |

## Seznam dílů

### První řada (2021–2022)
| Č. v seriálu | Č. v řadě | Původní název                | Režie              | Scénář                                                  | Premiéra v ČR      | Sledovanost (v mil. diváků) |
| ------------ | --------- | ---------------------------- | ------------------ | ------------------------------------------------------- | ------------------ | --------------------------- |
| 1            | 1         | Hof a Hof                    | Vojtěch Moravec    | David Litvák, Lenka Hornová, David Holý, Roman Kopřivík | 29. srpna 2021     | 0,889                       |
| 2            | 2         | Příliš úspěšná praxe         | Vojtěch Moravec    | Lenka Hornová, Jiří Suchý z Tábora                      | 1. září 2021       | 0,768                       |
| 3            | 3         | Krutá volba                  | Vojtěch Moravec    | Lenka Hornová, David Holý                               | 8. září 2021       | 0,777                       |
| 4            | 4         | Kdo s koho                   | Vojtěch Moravec    | Zdeněk Viktora                                          | 15. září 2021      | 0,673                       |
| 5            | 5         | Dva proti všem               | Vojtěch Moravec    | David Holý, René Decastelo, Jaroslav Sauer              | 22. září 2021      | 0,646                       |
| 6            | 6         | Kariéra nebo dítě!           | Vojtěch Moravec    | David Holý, Jaroslav Sauer                              | 29. září 2021      | 0,693                       |
| 7            | 7         | Vyjednávač                   | Vojtěch Moravec    | Jiří Suchý z Tábora                                     | 6. října 2021      | 0,698                       |
| 8            | 8         | Z kola ven                   | Vojtěch Moravec    | Petr Hauzírek                                           | 13. října 2021     | 0,711                       |
| 9            | 9         | Králík od Olgy               | Lukáš Buchar       | David Holý, René Decastelo                              | 20. října 2021     | 0,702                       |
| 10           | 10        | Vyhoďme ho z kola ven        | Lukáš Buchar       | David Holý                                              | 27. října 2021     | 0,615                       |
| 11           | 11        | Vyšší princip                | Lukáš Buchar       | Jiří Suchý z Tábora                                     | 3. listopadu 2021  | 0,703                       |
| 12           | 12        | Kde je to jelito?            | Lukáš Buchar       | Jaroslav Sauer, Zdeněk Viktora                          | 10. listopadu 2021 | 0,676                       |
| 13           | 13        | Osudová chyba                | Vojtěch Moravec    | Petr Hauzírek                                           | 17. listopadu 2021 | 0,735                       |
| 14           | 14        | Štvanice                     | Vojtěch Moravec    | Zdeněk Viktora                                          | 24. listopadu 2021 | 0,622                       |
| 15           | 15        | Danajský dar                 | Vojtěch Moravec    | Jiří Suchý z Tábora                                     | 1. prosince 2021   | 0,700                       |
| 16           | 16        | Netopýr                      | Vojtěch Moravec    | Jiří Suchý z Tábora                                     | 8. prosince 2021   | 0,650                       |
| 17           | 17        | Výlet s překvapením          | Lukáš Buchar       | David Litvák, Petr Hauzírek                             | 15. prosince 2021  | 0,657                       |
| 18           | 18        | Muži v ofsajdu               | Lukáš Buchar       | David Litvák, Zdeněk Viktora                            | 12. ledna 2022     | 0,596                       |
| 19           | 19        | Hofbauerova milenka          | Lukáš Buchar       | David Holý                                              | 19. ledna 2022     | 0,594                       |
| 20           | 20        | Ikarus Brutus                | Lukáš Buchar       | Jiří Suchý z Tábora                                     | 26. ledna 2022     | 0,644                       |
| 21           | 21        | Díra v hlavě                 | Jaromír Polišenský | David Holý                                              | 2. února 2022      | 0,611                       |
| 22           | 22        | Všichni jsou už v Libyi      | Jaromír Polišenský | Zdeněk Viktora                                          | 9. února 2022      | 0,600                       |
| 23           | 23        | Dráždit kobru                | Jaromír Polišenský | Jiří Suchý z Tábora                                     | 16. února 2022     | 0,626                       |
| 24           | 24        | Kaj se za svoje hříchy       | Jaromír Polišenský | David Holý                                              | 23. února 2022     | 0,613                       |
| 25           | 25        | Žádná protekce!              | Lukáš Buchar       | David Holý, René Decastelo                              | 2. března 2022     | 0,601                       |
| 26           | 26        | Nákaza                       | Lukáš Buchar       | Petr Hauzírek                                           | 9. března 2022     | 0,583                       |
| 27           | 27        | Derby                        | Lukáš Buchar       | Jiří Suchý z Tábora                                     | 16. března 2022    | 0,596                       |
| 28           | 28        | Otec roku                    | Lukáš Buchar       | David Holý                                              | 23. března 2022    | 0,627                       |
| 29           | 29        | Létající muži                | Jaromír Polišenský | David Holý                                              | 30. března 2022    | 0,669                       |
| 30           | 30        | Dej si odchod                | Jaromír Polišenský | Zdeněk Viktora                                          | 6. dubna 2022      | 0,632                       |
| 31           | 31        | Military feng-šuej           | Jaromír Polišenský | Jiří Suchý z Tábora                                     | 13. dubna 2022     | 0,582                       |
| 32           | 32        | Boxuješ jak dalajláma        | Jaromír Polišenský | Zdeněk Viktora, Jiří Suchý z Tábora                     | 20. dubna 2022     | 0,631                       |
| 33           | 33        | Malá holka                   | Vojtěch Moravec    | René Decastelo, Zdeněk Viktora                          | 27. dubna 2022     | 0,618                       |
| 34           | 34        | Apartmá s manželskou postelí | Vojtěch Moravec    | Jaroslav Sauer, David Holý                              | 4. května 2022     | 0,576                       |
| 35           | 35        | Na peřejích řeky Styx        | Vojtěch Moravec    | Jiří Suchý z Tábora                                     | 11. května 2022    | 0,609                       |
| 36           | 36        | Dárek                        | Vojtěch Moravec    | Zdeněk Viktora                                          | 18. května 2022    | 0,548                       |
| 37           | 37        | Bomba                        | Lukáš Buchar       | Zdeněk Viktora                                          | 25. května 2022    | 0,582                       |
| 38           | 38        | Otcové a děti                | Lukáš Buchar       | David Holý                                              | 1. června 2022     | 0,588                       |
| 39           | 39        | Bažanti v mixéru             | Lukáš Buchar       | Jiří Suchý z Tábora                                     | 8. června 2022     | 0,583                       |
| 40           | 40        | Tátové jsou potřeba          | Lukáš Buchar       | Zdeněk Viktora                                          | 15. června 2022    | 0,554                       |
| 41           | 41        | Tým                          | Lukáš Buchar       | David Litvák, Petr Hauzírek                             | 22. června 2022    | 0,562                       |
| 42           | 42        | Čtyři z šesti                | Lukáš Buchar       | David Litvák, David Holý                                | 29. června 2022    | 0,539                       |